# Iwan Zagriadski
Iwan Iwanowicz Zagriadski (ros. Иван Иванович Загрядский, ur. 27 grudnia 1918 we wsi Urwanka (obecnie część Nowomoskowska), zm. 18 stycznia 1986 w Moskwie) – radziecki generał major, Bohater Związku Radzieckiego (1945).

## Życiorys
Ukończył szkołę średnią w Stalinogorsku (obecnie Nowomoskowsk), od 1937 służył w Armii Czerwonej, w 1939 skończył szkołę artylerii w Smoleńsku, od sierpnia 1941 uczestniczył w wojnie z Niemcami. Od 1942 należał do WKP(b). 27 września 1943 i 19 stycznia 1944 wyróżnił się podczas walk w obwodzie czerkaskim jako zastępca dowódcy 322 pułku artylerii 8 Samodzielnej Brygady Artylerii Gwardii 40 Armii 1 Frontu Ukraińskiego. Później brał udział w dalszych walkach na Ukrainie i w Polsce oraz w operacji berlińskiej. Po wojnie kontynuował służbę w Siłach Zbrojnych ZSRR, w 1951 ukończył Akademię Wojskową im. Frunzego, na której później wykładał. Został kandydatem nauk wojskowych i adiunktem, w 1970 został zwolniony ze służby w stopniu generała majora.

## Odznaczenia
- Złota Gwiazda Bohatera Związku Radzieckiego (27 czerwca 1945)
- Order Lenina (dwukrotnie)
- Order Czerwonego Sztandaru
- Order Suworowa III klasy
- Order Wojny Ojczyźnianej I klasy (dwukrotnie)
- Order Czerwonej Gwiazdy
- Order „Za służbę Ojczyźnie w Siłach Zbrojnych ZSRR” III klasy

I medale.